# Хьосон
Хьосон (кор. 효성, 孝成, Hyoseong, Hyosŏng; 717–742) — корейський правитель, тридцять четвертий володар (ван) держави Сілла (п'ятий ван об'єднаної Сілли).
Був другим сином вана Сондока та панни Содок.
Ван узяв собі за наложницю дочку придворного чиновника Йонджона. Це спричинило палацові інтриги: дружина Хьосона через ревнощі вбила наложницю, а Йонджон вирішив помститись і вбити її. Натомість Хьосон наказав убити самого Йонджона.
Помер 742 року, його тіло було кремовано, а прах розвіяли над Східним морем. Після смерті Хьосона, який не мав синів, трон зайняв його молодший брат Кьондок.